# Az aranyvulkán
Az aranyvulkán regényt Jules Verne írta 1899-ben. A mű először 1906. január 1. és 1906. december 15. között jelent meg a Magasin d'Éducation et de Récréation 42. évfolyamának 265–288. számaiban, Volcan d'or címmel, majd a Hetzel és fia kiadó adta ki könyvként is: Le Volcan d'or (Le Klondyke). A megjelent műben Verne fia, Michel számos, szereplőt és történetet érintő javítást eszközölt.
- ...Célom az volt, hogy hasznos könyveket adjak a fiataloknak, hozzáférhető módon bemutatva a tudományt és a földrajzot. Kérlek, tedd hozzá, hogy könyveimben nincs házasságtörés. Ez a siker forrása!
- Még mindig írsz?
- Igen, természetesen... Most készítettem egy könyvet, a Klondyke-ot. Ez titok. Csak te tudsz róla. Ez a századik könyvem. Nyolcvannégy megjelent, tizenhat még nem. Néhányat várhatóan a halálom után publikálnak majd...

## Jules Verne vs. Michel Verne
Az író halálakor (1905. március 24.) fia, Michel Verne nyolc kész Verne-regényről írt Verne állandó kiadójának, a Hetzel és fiának, felsorolását a nagyközönség is megismerte. Michel Verne és az ifj. Hetzel szerződésben rögzítették, hogy Michel elvégzi apja posztumusz műveinek javítását. Az aláírt szerződés a következőket mondja ki: Michel J. Verne vállalja, hogy elvégzi a szükséges átdolgozásokat és javításokat az egyes köteteknél, a lehető legjobban megőrizve az apja által műveinek adott karaktert.
A Michel gondozásában megjelent első regény volt Az aranyvulkán. A Verne-kutatók az összes posztumusz megjelent Verne-regény kapcsán vitáznak a felett, hogy Michel milyen mértékben javított bele apja művébe. A megítélést nehezíti, hogy Jules Verne látása idős korára megromlott, gyakran fia, akivel együtt dolgozott, jegyzetelt vagy javított bele kérésére a kéziratokba.
A Verne-kutatók egy része – Piero Gondolo della Riva, Oliver Dumas, Volker Desh – szinte minden javítást elítél, a Société Jules Verne 1989 óta teszi közzé folyóiratában az eredeti, módosítatlan könyveket. Más kutatók úgy vélik, hogy Michelnek joga volt a kéziratok gondozására, egyrészt kizárólagos örökös volt, másrészt a kiadó erre szerződött vele.

### Michel Verne módosításai[9]
- Jules Verne könyve az aranylázat, a meggazdagodásnak ezt a módját elítéli, az általa írt befejezés ezt erősíti. Egyes kutatók szerint Jules Verne a regény mögé bújva intette fiát, aki egy időben a szerencsejáték rabja volt, és életében gyakran választotta a könnyebbik megoldást. Számos adósságát helyette apja fizette ki. A szerző azt az érzetet kelti a műben, hogy a vágyott fém keresése mindig kapzsisághoz, tehát nyomorúsághoz és halálhoz vezet, ennek talán legszélsőségesebb példája A bégum ötszázmilliója történetének negatív hőse: dr. Schultze. Így a Jules Verne-regény zárása kiszámítható: a visszatérés a kívánt vagyon nélkül. Michel módosításában a hősökre rámosolyog a szerencse és a szerelem.
- Michel Verne változatában a két apácából két unokatestvér lesz, és ez lehetővé teszi a kettős házasságot. A nők cseréje lendületet ad, modernebbé teszi a regényt. Az unokatestvérek emancipált megjelenése ellentétes a Verne-regények megszokott ábrázolásával. Jules Verne alatt a nők klasszikus nőként viselkednek még drámai helyzetben is, mint Paulina Barnett A prémvadászok regényben, érzelmet csak jegyesük vagy férjük felé mutatnak ki. Michel módosítása erősen ellentétes az apja katolikus nőképével, nőábrázolásával. A nők a történet végén tett házassági javaslata háborús nyilatkozat az apja nőszereplői irányában.
- A szakértő és ritkán megszólaló indián Néluto Michelnél komikusan határozatlanná válik.[10]

## Tartalom
A Michel Verne által módosított regény tartalma.
|  | Alább a cselekmény részletei következnek! |

Josias Lacoste két unokatestvérre hagyja a Klondike-i aranyláz területén, a Forty Miles Creek folyó melletti 129-es kitermelési területet. A Montréalban élő Summy Skim és Ben Raddle, leginkább az utóbbi ösztönzésére, a helyszínre utazik, hogy felmérjék, reális ajánlatot kaptak-e a területre az Anglo-American Transportation and Trading vállalattól.
Egész Kanadát átszelő útjuk vége felé Vancouverben szállnak a Foot Ball gőzösre, amelyen Skagwayig utaznak. Megismerik Edgerton Edithet, aki a Dawson City kórházában fog dolgozni Pilcox doktor hívására, és unokatestvérét, Jane-t, aki a két férfi megdöbbenésére aranyásással kíván foglalkozni. A hajón utazik a bajkeverő texasi Hunter és cimborája, Malone, mindketten szerencsejátékosok. Summy és Ben a hölgyek védelmében össze is szólalkozik Hunterrel, Summy kiüti Huntert. Bár a hajó kapitányának közbelépése megakadályozza, hogy a két férfi összeverekedjen, de kiderül, hogy erre lesz még alkalom, Hunteréké a Summyékével szomszédos 131-es parcella.
Felfogadják a volt katonát, Bill Stellt, hogy a hegyeken, tavakon és járatlan utakon át elvigye őket Dawson Citybe. A két férfi lovagiasan felajánlja a két nőnek, hogy tartsanak velük. Az úton megismerik Klondike-ot, az embert próbáló útjukat éhezés, megfagyott halottak, hócsuszamlás, jégtáblák és medvékkel vívott harc jellemzi. Dawsonban Edith munkába áll Pilcox doktornál, Jane a maga útját járja.
Skim és Raddle tovább utazik a 129-es területhez. Az úton Bill Stell egyik indián vezetője, Neluto kíséri el őket. A 129-esre ajánlatot tevő cégtől megtudják, hogy a 129-es a kanadai–amerikai határon fekszik, a határ vonalát épp most mérik újra, ezt megerősíti Walsh őrnagy, a Yukon kerület főbiztosa. A 129-eshez érkezve örömmel fedezik fel, hogy a szomszéd területen Jane dolgozik, övé a 127/b. Másik szomszédjuk, a 131-es, Hunteré és cimboráéi.
A 129-es munkavezetője, Lorique, megőrizte a területet, eszközöket az örökösöknek. Szerinte van némi arany a területen, de még nem találtak rá. Bár a tervük csak annyi volt, hogy szemrevételezik a 129-est, úgy döntenek, hogy a téli időszak beköszöntéig megpróbálkoznak az aranymosással. Lorique eszközöket és embereket szerez be, megkezdődik a hajsza az arany után. Hasonló a helyzet Jane területén is. Pár hónap múlva kiderül, hogy ha van arany, akkor az valahol a 129-es és 131-es határán lehet.
A három terület a Forty Miles Creek folyó mentén fekszik, egy váratlan földrengés mindhárom területet lesüllyeszti, a folyó többméteres vízzel borítja el. A kitermelt arany, az eszközök mind odavesznek, Raddle lábát töri, napokba telik, mire sikerül őt a dawsoni kórházba eljuttatni.
Pilcox doktor hat hét alatt talpra állítja Ben Raddle-t, de Dawsonban ragadnak egész télre. Vadászni járnak a környékre, az egyik nap egy nagyon rossz állapotban levő férfira bukkannak, sikerül élve a kórházba juttatniuk. A nantes-i Jacques Ledun pár napig még életben van, elmondja, hogy társával messze északon egy kihunyt vulkán kráterében rengeteg aranyra találtak. Raddle és Jane Edgerton külön utakon járva megszerzi a hegy koordinátáinak részét. Ledun halálát követően felfedik lapjaikat, egyesítik erőiket.
Skim és Raddle megbízásából Neluto expedíciót szervez az aranyvulkánhoz. Többhetes út végén meg is találják a keresett hegyet, de nem tudnak a kráterbe leereszkedni, mert a tűzhányóból mérgező füstök szállnak felfele. Tábort vernek, várakoznak. A mérnök Raddle ötletére egy árkot kezdenek ásni a közeli folyótól a hegyig, hogy annak a magmakamrájába vezetve a vizet elfojtsák a tűzhányót.
Az aranyvulkán létét azonban megneszeli a földrengést és a Forty Miles Creek kiöntését túlélt Hunter is, aki cimboráival, egy indián vezetésével szintén a hegyhez érkezik. A két csapat hamarosan fegyveres harcba bocsátkozik, Hunterék létszámbeli fölényben vannak. Hunter rövid időre még Jane-t is elrabolja. Amikor Hunterék a hegyre felkapaszkodva lövik Skimiék állásait, akkor Raddle felrobbantja a kiásott csatorna gátját. A beáramló víz hatására a vulkán kitör.
Hunter és emberei meghalnak vagy elmenekülnek, de a tűzhányóból kilövellő kövek egy kivételével a közeli tengerbe zuhannak. Az az egy halálosan megsebzi Huntert, Raddle lábainál áll meg, aki így az egyetlen megmaradt aranyrög birtokosává lesz. Az expedíció visszaindul Dawsonba.
Dawsonban megtudják, hogy Edith egyik napról a másikra váratlanul eltűnt. Skim és Raddle bankszámláján viszont hatalmas összeg jelent meg, ami rendszeresen növekszik. Búcsúzóul kilátogatnak a 129-eshez. Teljes megdöbbenésükre a 127/b-t és 129-est már nem lepi el folyó, több száz ember dolgozik az ott található arany kitermelésén. A munkákat Edith vezetése alatt Lorique, a régi-új munkavezető irányítja. Pár hónapja újabb földrengés volt, a folyó akkor vonult le a két területről.
Raddle a dátumokat figyelembe véve úgy véli, hogy az aranyvulkán kitörése okozhatta az itteni földrengést.
Kölcsönös udvariaskodó megbeszéléseken igyekeznek tisztázni, hogy a kitermelt aranyból származó pénz kié, ki kivel mennyin osztozik, amíg a mindig is szókimondó Jane le nem egyszerűsíti a helyzetet:
- Mire jó az?... Hiszen én úgyis férjhez megyek.
Summy Skim a karfára csapott, egyetlen lendülettel talpra ugrott a fotelből, amelyben addig terpeszkedett, és valósággal felkiáltott:
- Kihez?! - s a hangja fájdalomról tanúskodott.
...
- Kihez? - kérdezte meg ismét, de annyi fájdalommal a hangjában, hogy Jane azonnal abbahagyta a nevetést.
- Önhöz, Skim úr - mondta. - Természetes, hogy csakis önhöz. Így aztán mire való...?
Így is lett, a Dawson City-i dupla esküvőn Raddle elvette Edithet, majd mind a négyen visszatértek Montrealba.
|  | Itt a vége a cselekmény részletezésének! |

## Fejezetek
Első rész (A Forty Mile Creek bányaengedély)
1. Egy "amerikai nagybácsi"
2. Summy Skim akarata ellenére kalandos útra indul
3. Útközben
4. Bosszantó szomszédság
5. A Foot Ball fedélzetén
6. Jane Edgerton and Co.
7. Át a Chilkoot hágóján
8. Észak felé
9. Klondike
10. Egy délkör ingadozásai
11. Dawson Citytől az országhatárig
12. Egy aranyásónő pályakezdése
13. A 129-es claim
14. A claim kitermelése
15. Az augusztus 5-éről 6-ára virradó éjszaka

Második rész (Árvíz és lángok)
1. Tél Klondike-ban
2. Az aranyvulkán
3. Summy Skim mégsem indulhat Montrealba
4. Circle City
5. Lecke ökölvívásból
6. A célbaérés
7. Váratlan bonyodalom
8. Ben Raddle közbelép
9. Vadászat jávorszarvasra
10. A pusztaság népesebb, mint kellene
11. Ütközet előtt
12. Az ostrom
13. Patrick pajzsa
14. Mesterséges vulkáni kitörés
15. Jane Edgerton, Summy Skim és Ben Raddle nem értik, mi történt
16. Ex abysso resurgit[11]
17. Zárszámadás
18. Az a csodálatos Green Valley

## Értékelés
- Anélkül, hogy Jack London[12] művészetéhez hasonlóan leírná a Távol-Észak szépségét és keménységét, Jules Verne-nek sikerül elérnie, hogy átéljük e nagyszerű terek adta izgalmakat. Hogyan lehet túlélni Dawson City hóviharait vagy átkelni a Chilkoot-hágón? "...a hidegtől és a kimerültségtől elpusztult ember teteme, amelyet csak úgy egy fa tövében hagytak, vagy egyszerűen belökték a közeli szakadékba. Csupán a hó alól itt-ott kivillanó emberi kéz, láb vagy ruhadarab mutatta a hevenyészett sírhelyet, de ha eljő a tavaszi szél, egészen kitakarja majd az elhullottat."[13] A távol-északi helyeket Jules Verne szokásos módján mutatja be. Milyen csodás kaland rejlik a medvetámadásokban vagy jávorszarvas vadászatokban![9]
- Ebben a regényben, akárcsak Öt hét léghajón, a Grant kapitány gyermekei vagy A rejtelmes sziget regényekben, felfedezhetjük Jules Verne csodálatát a nagy természeti jelenségek iránt. Két természetes kataklizma, amely tönkreteszi a két unokatestvér reményeit: a Forty Mile Creek földrengése s a folyó áradása és az aranyvulkán felrobbanása. Figyelemre méltó, hogy a természetnek ez a két megnyilvánulása éppen abban a pillanatban következik be, amikor két hősünk elhatározza, hogy rivális kutatókkal fizikailag vagy fegyveresen összecsap. Tökéletes példák arra, hogy milyen hatással van az arany az emberre. A természet mintha döntőbírónak állna, és hazaküldi a főszereplőket, megbüntetve a gonoszokat és elűzve az ártatlanokat.[9]

## Szereplők
- Snubbin, montreali közjegyző
- Josias Lacoste, Suummy Skim és Ben Raddle nagybátyja,
- Summy Skim (32), francia-kanadai, a 129-es hely társörököse
- Ben Raddle (34), mérnök, francia-kanadai, a 129-es hely társörököse
- Edgerton Edith (22), ápolónő Dawson City kórházában[14]
- Edgerton Jane (22), Edith unokatestvére[15]
- Healy kapitány, a Transportation and Trading Co. igazgatója
- William Broll, a Transportation and Trading Co. igazgatóhelyettese
- Bill Stell, volt katona, útikalauz, beceneve: Nyomkereső
- Neluto, indián vezető, Bill Stell embere
- Pilcox doktor (40), orvos, fogorvos Dawson City kórházában, Edith főnöke
- Patrick Richardson, ír kovács, Janet felfogadott legénye[16]
- Hunter, texasi rossz ember, a 131-es hely tulajdonosa
- Malone, Hunter legjobb barátja
- Marius Rouveyre, Fort Cudahy legjelentősebb vegyeskereskedője
- James Walsh őrnagy (50), a Yukon kerület főbiztosa
- Lorique (40), Lacoste, majd Raddle munkavezetője a 129-esen
- Jacques Ledun (42), az aranyvulkán felfedezője[17]
- Harry Brown, Jacques Ledun társa
- Krasak, alaszkai indián, útkereső
- Royen, norvég
- Stop, Summy Skin kutyája

## Érdekességek
- Meglehet, hogy több olyan nő van a világon, aki nyugodtan húzhatna nadrágot, mint ahány férfi megérdemelné, hogy szoknyában járjon.[18]
- ...még egy bizonyíték arra nézve, hogy még a legemancipáltabb nőknél is megőrzi előjogait a tetszeni vágyás.[13]
- A Yukon még „a folyók atyjánál”, a Mississippinél is nagyobb. Vízhozama nem kevesebb, mint másodpercenként huszonháromezer köbméter, medrének hossza kétezer-kétszázkilencven kilométer, vízgyűjtő medencéje pedig kétszer akkora, mint Franciaország.[19] Valójában a Mississipi 3 770, a Yukon 3 190 kilométer hosszú. A Yukon átlagvízhozama 6 430, a maximum 24 600 m3/s. A Yukon vízgyűjtő medencéje 854 700, Franciaország területe 551 500 km2 (a tengeren túli területek nélkül).
- Az utóbbi két hónapban komoly kifogások merültek fel e téren, és megeshetik, hogy a határ kissé keletebbre vagy kissé nyugatabbra tolódik.

- Hány mérfölddel? - kérdezte Ben Raddle.
- Ó, csak pár száz méterrel.
- És ennyiért képesek vitázni?! - képedt el Summy Skim.
- Hiszen látta munka közben ezt az indiánt, és tudta, hogy minden körülmények közt megbízhat benne, feltéve, ha sosem kér tőle túlságosan pontos felvilágosítást.[21]
- Summy sem mehetett vadászni, s mivel más dolga nem akadt, elhatározta, hogy kivételesen átveszi a konyhai teendőket. Kötényt kötött maga elé, amely inkább csak akadályozta a mozgásban, és hozzáfogott, hogy megfőzze az ebédet, amely pompásra sikerülhetett volna, ha a szakács szakértelme ugyanakkora, mint a lelkesedése.[22]
- Viselkedjenek filozófusként! A filozófia a világ leghigiénikusabb dolga. Márpedig a higiénia fél egészség![23]
- Verne számos művében ítélte el a meg nem szolgált meggazdagodást. Olyan műveiben tűzte tollhegyére a szereplőket, mint az Antifer mester csodálatos kalandjai, a Clovis Dardentor vagy Az arany meteor.
- Az Antifer mester csodálatos kalandjai regényben is más és más szereplőnél található a kincs helyét rejtő szélességi és hosszúsági koordináta, ahogy most Jane és Ben Radellnél.
- Az aranyvulkán körüli események majdnem ugyanott játszódnak, ahol a A prémvadászok először áttelelnek.
- A César Cascabel regényben is fontos szerepet játszik Alaszka és Kanada határa.
- A magyar fordításban Bill Stell beceneve: Nyomkereső. Ismert, hogy Verne gyerekkorában lelkes olvasója volt Cooper Az utolsó mohikán (1840) művének. Később is említette Coopert, ha angol írókról beszélt, ennek ellenére csak véletlen, hogy a szereplő beceneve megegyezik a Cooper-regény Nyomkereső nevével, bár a két férfi foglalkozása hasonló.

- És mit tart más angol kalandírókról?
- Sajnos csak azokat a műveket olvasom, amelyeket franciára fordítottak. Soha nem fáraszt Fenimore Cooper; igazságérzettel telített művei valódi halhatatlanságot érdemelnek, és bízom benne, hogy sokáig emlékeznek a későbbi korban erre az irodalmi óriásra.

## Magyar kiadások
- Az Aranyvulkán, fordító: Dáné Tibor, illusztrátor: Fabó Attila László, Ion Creangă Könyvkiadó, Bukarest, 1987
- Az Aranyvulkán, fordító: Dáné Tibor, illusztrátor: Fabó Attila László, Unikornis, Budapest, 2000, ISBN 9634273637